# 草薙和輝
草薙 和輝（くさなぎ かずき、1991年9月22日 - ）は、テレビ朝日のアナウンサー。　

## 来歴・人物
東京都出身。渋谷区立広尾小学校、渋谷区立広尾中学校、慶應義塾高等学校、慶應義塾大学法学部法律学科卒業。学生時代は体育会ホッケー部主将で、U-21の日本代表になったことがある。一期上の弘中綾香アナは、ホッケー部のマネージャーであった。大学卒業後の2014年、アナウンサーとしてテレビ朝日に入社。同期入社のアナウンサーは山本雪乃。新人研修を経て、2014年7月22日からの『速報!甲子園への道』テレビ朝日版（関東ローカルパート）にて、アナウンスデビューを果たした。2015年10月2日から『グッド!モーニング』の毎週金曜日のスポーツキャスターとしてレギュラー出演。
入社後初のレギュラー番組としては、『サンデースクランブル』の取材リポーターとスタジオプレゼンを、2015年4月5日から最終回の放送となった2016年3月27日まで担当していた。

## 出演番組
報道・情報ワイドショー番組
| 期間          | 期間      | 番組名                   | 役職                                           | 備考 |
| ------------- | --------- | ------------------------ | ---------------------------------------------- | --- |
| 2015年4月     | 2016年3月 | サンデースクランブル     | 現場の取材やリポートおよびスタジオプレゼン担当 | |
| 2015年10月    | 2022年3月 | グッド!モーニング        | スポーツ担当                                   | 2020年3月まで金曜日担当、同年4月から木・金曜日担当 |
| 2016年4月     | 2022年3月 | グッド!モーニング        | ニュースリポート                               | 2019年9月まで月～木曜日担当、同年10月から月～水曜日が出演曜日 |
| 2016年12月8日 | 2024年3月 | グッド!モーニング        | 『ANNニュース』キャスター                      | 2017年3月まで担当し一旦離れ、2020年4月9日から同年6月26日までは新型コロナウイルス感染症対策の観点から木・金曜日を臨時で担当した後再び担当から外し、2023年7月からは月～木曜日担当 |
| 2019年10月    | 2021年9月 | サンデーLIVE!!           | 『TOKYO応援宣言』進行アナウンサー              | |
| 2022年4月     | 2024年3月 | グッド!モーニング        | ニューススタジオ担当                           | 2023年7月からは、出演曜日 月～木曜日 |
| 2024年4月     | 継続中    | 羽鳥慎一モーニングショー | 『ショーアップ』水～金曜日担当                 | |
| 2024年7月     | 2024年9月 | サンデーステーション     | フィールドキャスター                           | |
| 2024年10月    | 継続中    | 有働Times                | フィールドレポーター                           | |

その他
- 速報!甲子園への道（2014年7月22日 - 7月30日）
- 全国高校野球選手権大会中継「燃えよ!ねったまアルプス」リポーター（朝日放送制作、2014年）
- ワールドプロレスリング（実況）
- スーパーベースボール（実況、リポート）
- スポーツ中継（野球、フィギュアスケート、プロレス、バドミントン、水泳、駅伝、水球、新体操、サッカー等）

## テレビドラマ
- ドラマスペシャル『狙撃』（2016年10月2日、テレビ朝日）- 本人役（レポーター）
- 連続ドラマ『未解決の女～最終回・SP』（2018年6月7日、テレビ朝日）- 記者役（レポーター）
- 連続ドラマ『ハヤブサ消防団』第5話（2023年8月17日、テレビ朝日）- 司会者役
- 連続ドラマ『マルス-ゼロの革命-』最終話（2024年3月19日、テレビ朝日）- ニュースキャスター役